# Estação Saint-Denis Pleyel
Saint-Denis Pleyel é uma estação do Metrô de Paris localizada em Saint-Denis na linha 14 que é seu terminal final desde junho de 2024. Ela deverá ser também o terminal das linhas 16 e 17 e servir uma correspondência com a linha 15 em 2031.

## Características
A estação Saint-Denis-Pleyel pretende acomodar eventualmente 250 000 passageiros por dia, o que a tornará o polo mais importante do Grand Paris Express, comparável em seu atendimento à Estação de Châtelet - Les Halles.
A estação estará localizada no extremo sudoeste de Saint-Denis, na esquina da rue Pleyel com a rue Francisque-Poulbot, a 300 metros da rue du Landy. As vias ficarão localizadas a uma profundidade de 27 metros. As seis vias das linhas 14, 15, 16 e 17 ficarão no mesmo nível, com conexões de plataforma a plataforma entre as linhas 14 e 15 e entre as linhas 15 e 16/17.
A ligação com a estação Carrefour Pleyel, na linha 13, poderá ser feita na superfície através de um percurso pedonal desenvolvido pelo estabelecimento público territorial Plaine Commune e pela comuna de Saint-Denis, enquanto a ligação com o RER D (estação Stade de France - Saint-Denis) será viabilizado pela travessia urbana Pleyel, à qual o novo acesso levará diretamente ao RER.
A estação foi projetada por Kengo Kuma e compreenderá um espaço de inovação cultural e social de 5 000 m2. O arquiteto concebeu a obra com vigas verticais de carvalho para cobrir a fachada, e tábuas horizontais de lariço para guiar os passageiros no interior, permitindo a passagem da luz, até ao nível -3, enterrada a 27 metros de profundidade.
A artista Prune Nourry implantará no átrio da estação, como dois batalhões verticais, um exército de 108 Vênus, figuras universais, inspiradas nas primeiras representações de mulheres no Paleolítico.
A estação também contará nas plataformas da linha 14 com um afresco de Sergio García Sánchez e nas plataformas das linhas 16 e 17 um afresco de Geneviève Gauckler.

## Travessia urbana da faixa ferroviária
Segundo a Société des Grands Projets, também ofereceria uma ligação com a linha D do RER através de uma estrutura acima do planalto ferroviário: a travessia urbana Pleyel. O financiamento para este trabalho foi confirmado em junho de 2018.
Com 365 metros de comprimento e desenhada pelo arquiteto Marc Mimram, esta ponte atravessará a importante faixa ferroviária utilizada nomeadamente pelos trens do RER D, os Thalys e os Eurostar. Aproximará assim o bairro de Pleyel (incluindo o projeto da Vila Olímpica) do de La Plaine, bem como facilitará o tráfego entre Seine-Saint-Denis e Altos do Sena. A ponte compreenderá uma via, uma rampa reservada ao trânsito suave e também deverá ser ladeada por edifícios.

## Construção

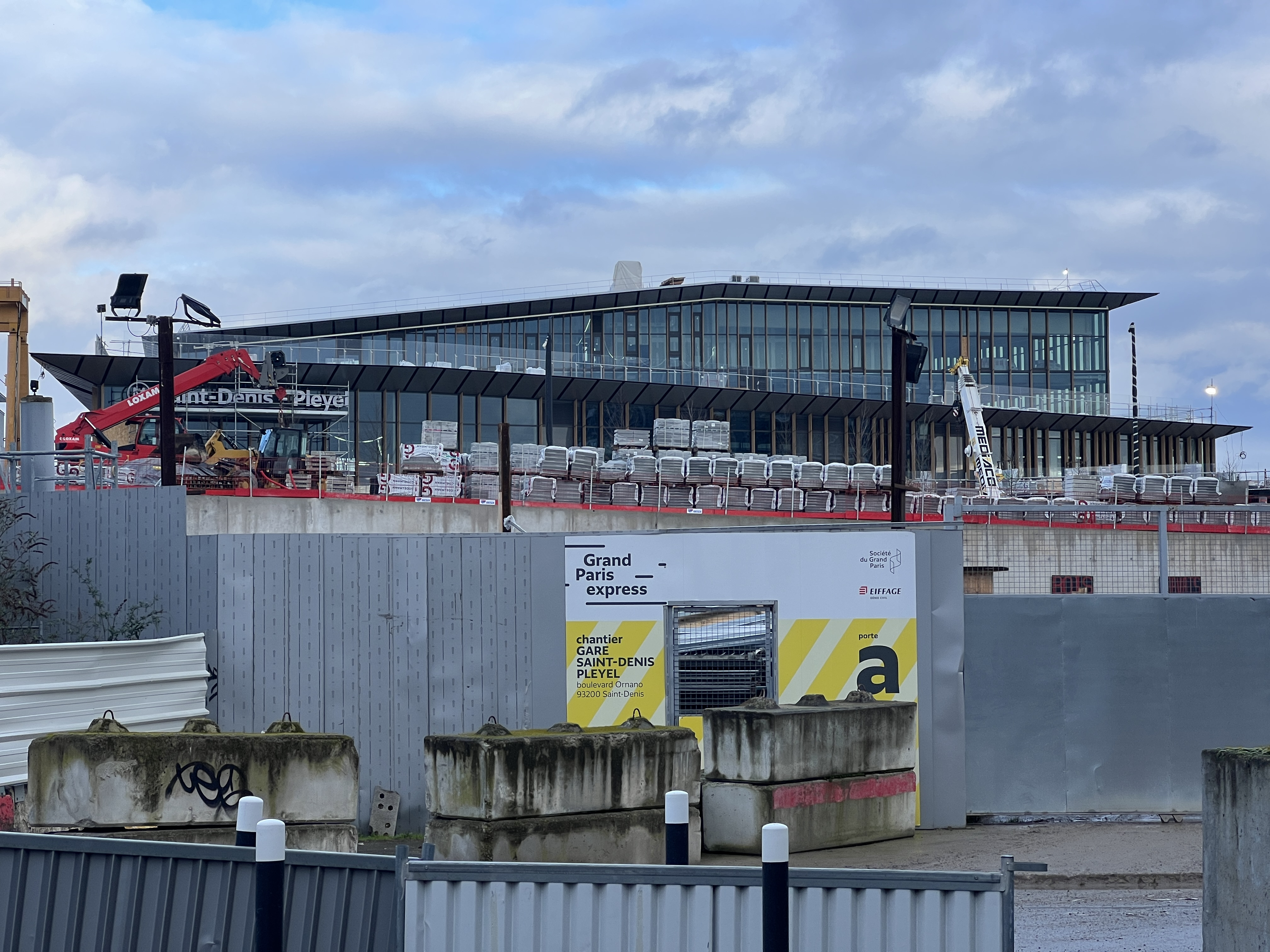
O canteiro em fevereiro de 2024

A construção deste trecho das linhas 16 e 17, incluindo esta estação, foi declarada de utilidade pública em 28 de dezembro de 2015.
Os trabalhos preparatórios — inicialmente demolições — começaram em abril de 2017. A engenharia civil teve início em abril de 2018 com a construção das paredes subterrâneas da estação.
As obras de engenharia civil da estação foram lançadas oficialmente em 21 de outubro de 2018 durante uma comemoração chamada KM4.
A sua implementação é liderada pelo grupo Egis Rail / Tractebel. As obras de engenharia civil são adjudicadas a um consórcio constituído pela Eiffage Génie Civil, como agente e da Razel-Bec, Eiffage Rail, Travaux du Sud-Ouest (TSO) e TSO Caténaires como co-empreiteiras. A construção começou em meados de 2018 com entrega em 2024.
A construção das paredes diafragma começou em dezembro de 2018 e terminou no início de 2020. A SGP estabeleceu como objetivo entregar a estação para os Jogos Olímpicos de Verão de 2024, de forma a contribuir para o atendimento dos eventos organizados em Saint-Denis.
Em abril de 2020, as obras gerais da futura estação foram adjudicadas à empresa BESIX pelo valor de 100 milhões de euros. Este contrato inclui a construção das fachadas e da cobertura de vidro da estação, dos viários e redes diversas, dos ofícios de arquitetura e dos ofícios técnicos (canalização, aquecimento, eletricidade). Além da estação, este contrato abrange ainda quatro estruturas de serviço: três destinados à segurança dos viajantes, ventilação e extração de fumos dos túneis (canteiro Cachin, canteiro de des Étoiles e canteiro des Acrobates) e um canteiro de retorno dos trens (canteiro Finot).

## História
A estação foi inicialmente nomeada pelo nome do projeto Saint-Denis Pleyel. O nome oficial da estação foi definido por meio de consulta pública realizada de 20 de junho a 4 de julho de 2022 entre três propostas: Saint-Denis Pleyel, Carrefour Pleyel e Ignace Pleyel. Finalmente, conforme anunciado em 27 de julho de 2022, os eleitores aprovaram o nome inicial Saint-Denis Pleyel.

## Serviços aos passageiros
Em 30 de maio de 2023, a Île-de-France Mobilités atribuiu a operação da estação à Keolis durante a reunião do seu conselho de administração por um período de sete anos, mais três anos opcionais. A empresa franco-quebequense também é atribuída a operação das linhas 16 e 17, cujos comissionamentos estão previstos para o final de 2026 e o final de 2028 respectivamente.

## Projeto de correspondência com a linha H
Em 7 de maio de 2021, o primeiro-ministro Jean Castex anunciou a criação de uma correspondência da linha H com a estação através da travessia Pleyel que será realizada entre 2026 e 2030.